# Hammarby (Sandviken)
Hammarby ook wel Gästrike-Hammarby (om zich te onderscheiden van andere plaatsen met de naam Hammarby) is een plaats in de gemeente Sandviken in het landschap Gästrikland en de provincie Gävleborgs län in Zweden. De plaats heeft 550 inwoners (2005) en een oppervlakte van 109 hectare.

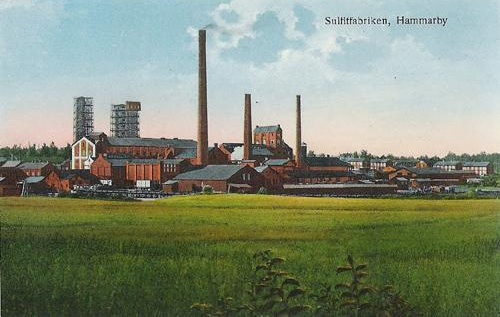
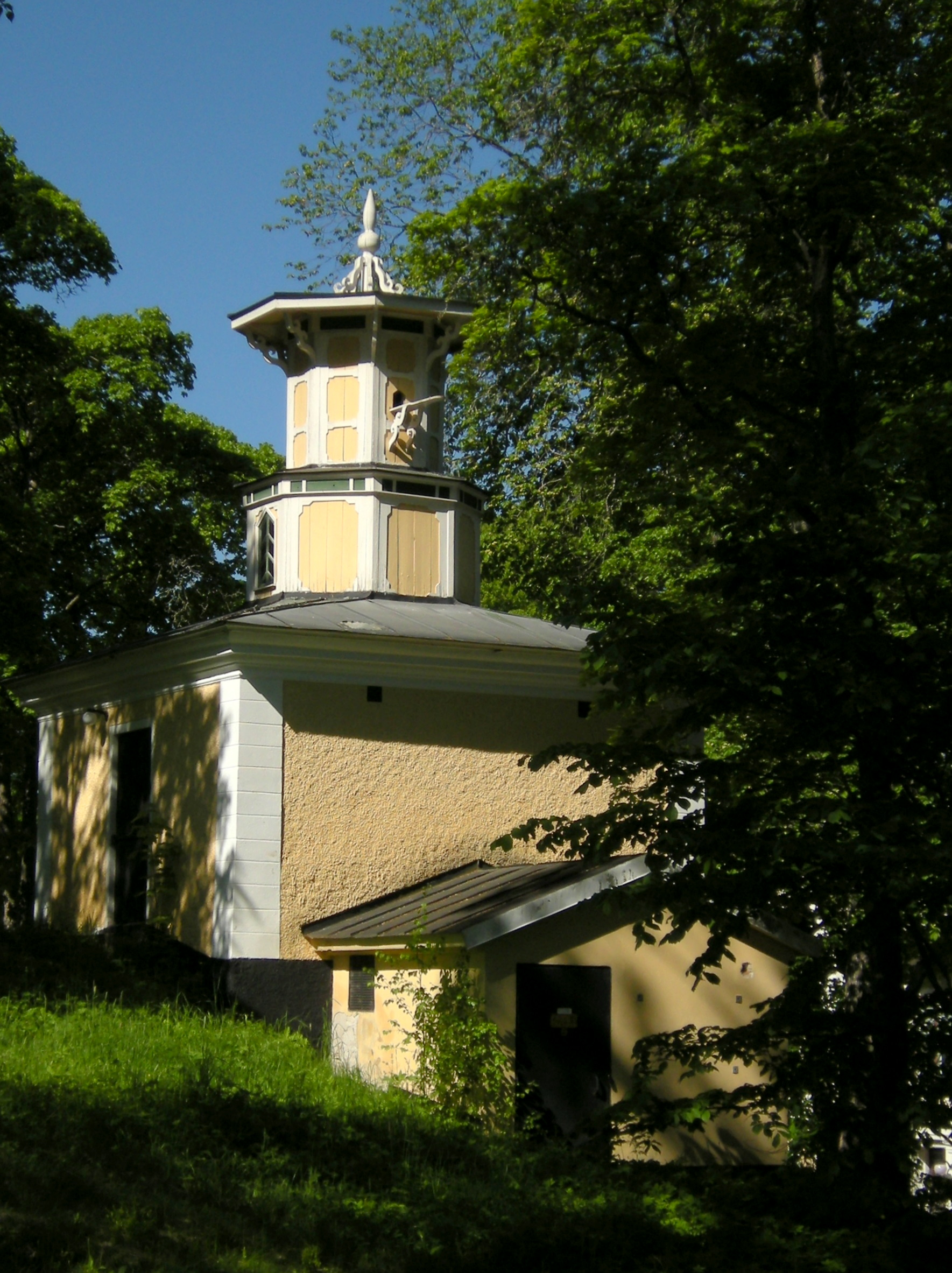
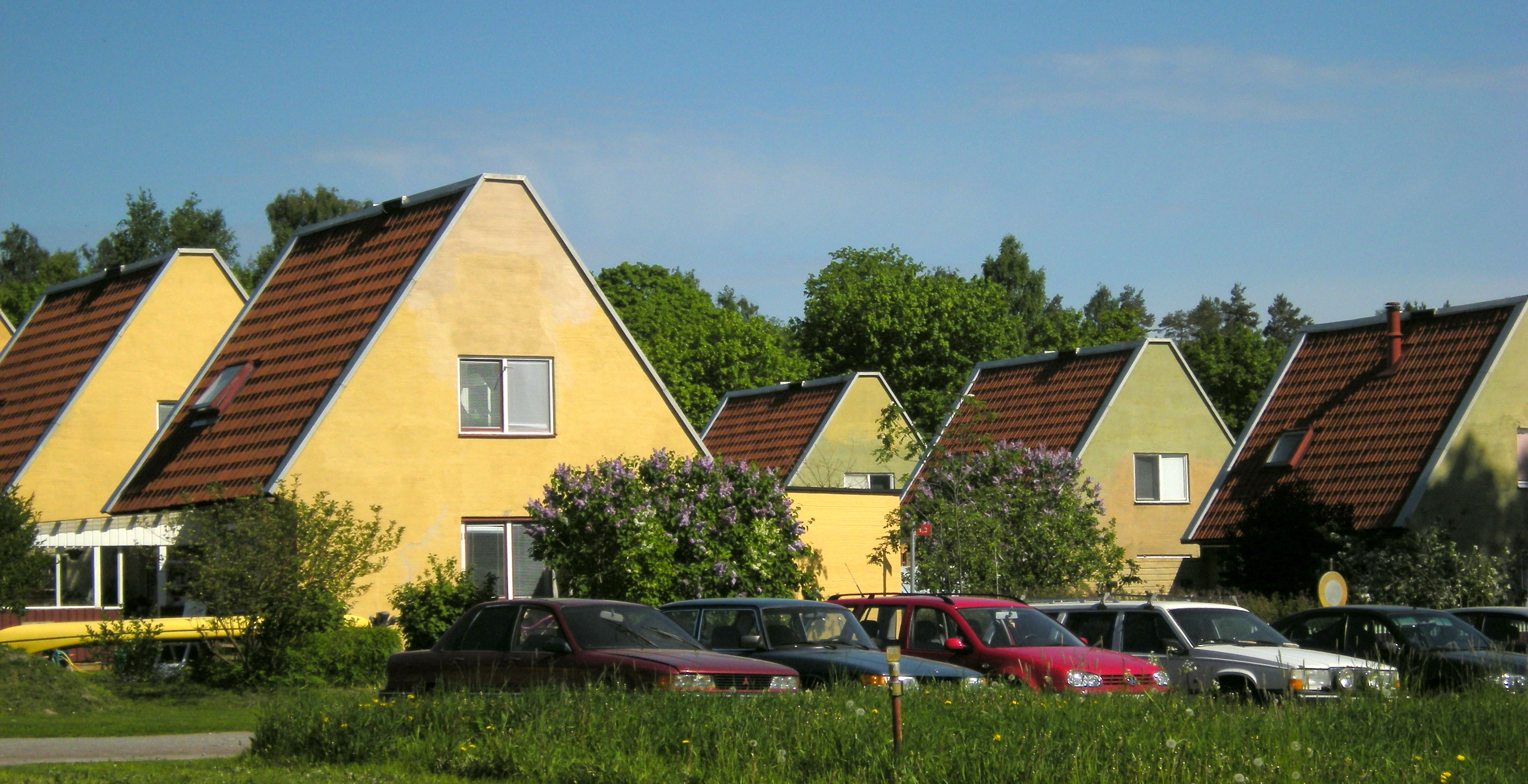
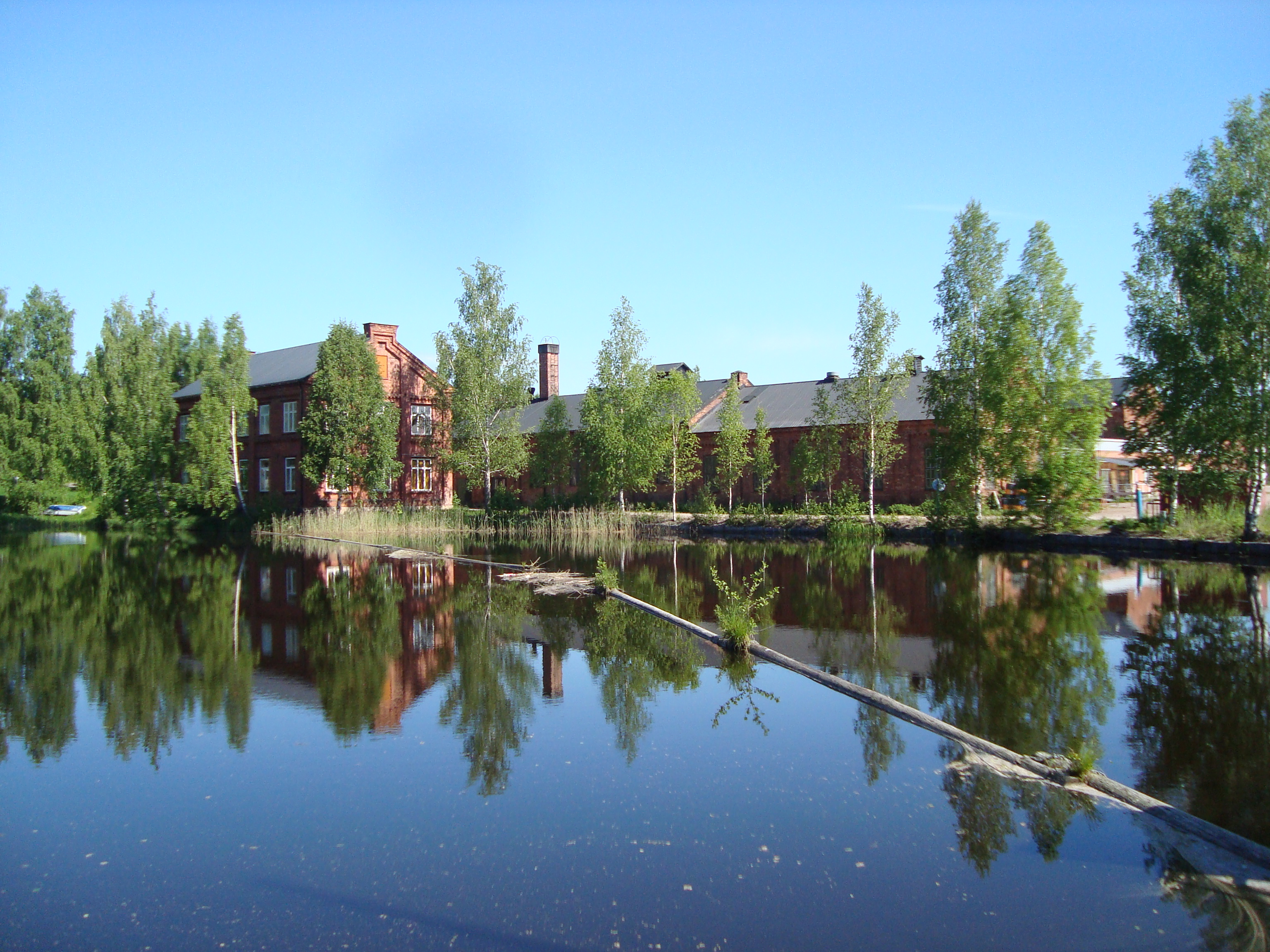